# Longitarsus substriatus
Longitarsus substriatus är en skalbaggsart som beskrevs av Kutschera 1863. Longitarsus substriatus ingår i släktet Longitarsus, och familjen bladbaggar. Enligt den svenska rödlistan är arten sårbar i Sverige. Arten förekommer på Gotland och Öland. Artens livsmiljö är våtmarker, jordbrukslandskap.